# 許大川

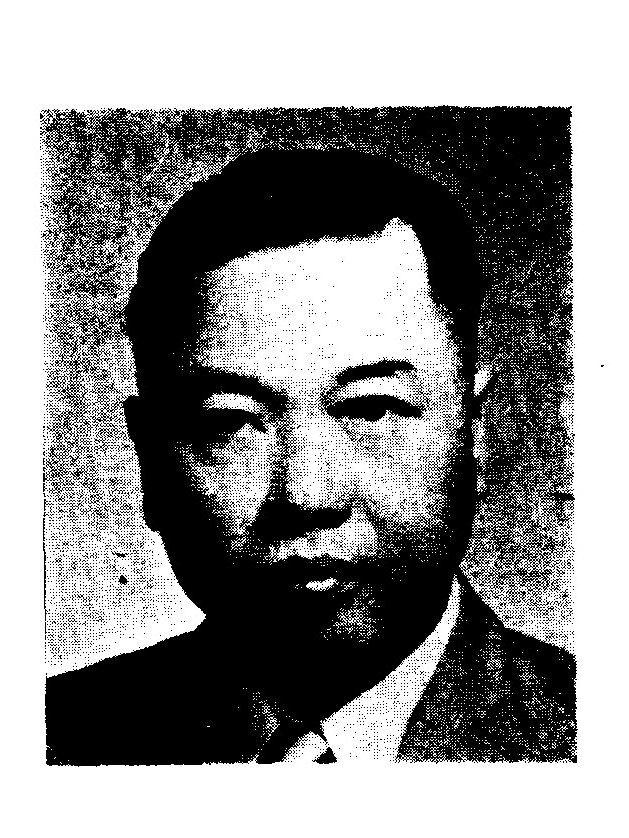
許大川近照

許大川（1906年—1983年6月25日），四川黔江人，中华民国政治人物，曾任立法院立法委員。
其父許鈞衡於1909年留學日本，加入同盟會。辛亥革命，參與南京之役，臨時政府成立，曾任內務部參事，復同政府遷居北京。

## 生平
民國四年（1915年），奉父召，隨母偕弟赴京就學。民國十四年（1925年），肄業北京市立第二中學，代表該校參加全國各界國父治喪委員會，即於是時加入中國國民黨民國十五年（1926年），入國立北平大學法學院，在校期間創辦《〈社會改造〉月刊》，任主編。
民國二十年（1931年），畢業後，復主編《〈探討與批判〉半月刊》民國二十二年（1933年），任胡漢民先生主持之《〈三民主義〉月刊》編輯。
對日全民抗戰後，在前方從事軍隊政工5年。任中國國民黨中央宣傳部科長、中央農工運動委員會秘書。
返重慶，任三民主義青年團中央團部編審室副主任、中央軍校政治教官。
1950年遞補高新亞當選四川省第六選區第一屆立法委員
民國七十二年（1983年）6月25日病逝。

## 譯著
民國五十五年（1966年）至六十一年（1972年）間，公餘之暇譯有：哈耶克《價格與生產》，贡纳尔·默达尔《富裕國家與貧窮國家》，哈伯勤（G.Haberler）《繁榮與蕭條》三書，俱由臺灣銀行經濟研究室列入該室所編印之經濟學名著翻譯叢書中發行

## 立法院出席會期
- 第１屆第４０會期: 財政委員會
- 第１屆第３９會期: 財政委員會
- 第１屆第３８會期: 財政委員會
- 第１屆第３７會期: 財政委員會
- 第１屆第３６會期: 財政委員會
- 第１屆第３５會期: 財政委員會
- 第１屆第３４會期: 財政委員會
- 第１屆第３３會期: 財政委員會
- 第１屆第３２會期: 財政委員會
- 第１屆第３１會期: 財政委員會
- 第１屆第３０會期: 經濟委員會
- 第１屆第２９會期: 財政委員會
- 第１屆第２８會期: 財政委員會
- 第１屆第２７會期: 財政委員會
- 第１屆第２６會期: 財政委員會
- 第１屆第２５會期: 財政委員會
- 第１屆第２４會期: 經濟委員會
- 第１屆第２３會期: 經濟委員會
- 第１屆第２２會期: 經濟委員會
- 第１屆第２１會期: 經濟委員會
- 第１屆第２０會期: 經濟委員會
- 第１屆第１９會期: 經濟委員會
- 第１屆第１８會期: 經濟委員會
- 第１屆第１７會期: 經濟委員會
- 第１屆第１６會期: 經濟委員會
- 第１屆第１５會期: 經濟委員會
- 第１屆第１４會期: 經濟委員會
- 第１屆第１３會期: 經濟委員會
- 第１屆第１２會期: 經濟委員會
- 第１屆第１１會期: 經濟委員會
- 第１屆第１０會期: 內政委員會
- 第１屆第１０會期: 經濟委員會
- 第１屆第９會期: 經濟委員會
- 第１屆第９會期: 內政委員會
- 第１屆第８會期: 財政委員會
- 第１屆第８會期: 內政委員會
- 第１屆第７會期: 國防委員會
- 第１屆第７會期: 經濟委員會 [3]